# Море Саву
Са́ву — море в Тихому океані між островами Флорес, Сумба і Тимор Малайського архіпелагу. Площа становить 104 тисячі км², середня глибина — 1 683 м, максимальна глибина — 3 475 м. Температура води на поверхні від 26 °C в серпні до 28 °C в лютому, на дні близько 3 °C. Солоність води — близько 34 ‰. Припливи неправильні, подобові (до 2 м).
Найбільший порт — Купанг — столиця індонезійської провінції Східні Малі Зондські острови.

## Клімат
Акваторія моря лежить в субекваторіальному кліматичному поясі. Влітку переважають екваторіальні повітряні маси, взимку — тропічні. Сезонні амплітуди температури повітря незначні. У літньо-осінній період часто формуються тропічні циклони.

## Біологія
Акваторія моря належить до морського екорегіону Малих Зондських островів центральної індо-тихоокеанської зоогеографічної провінції. У зоогеографічному відношенні донна фауна континентального шельфу й острівних мілин до глибини 200 м належить до індо-західнопацифічної області тропічної зони.